# Percnon gibbesi
Percnon gibbesi är en kräftdjursart som först beskrevs av H. Milne Edwards 1853.  Percnon gibbesi ingår i släktet Percnon och familjen Plagusiidae. Inga underarter finns listade i Catalogue of Life.

## Bildgalleri

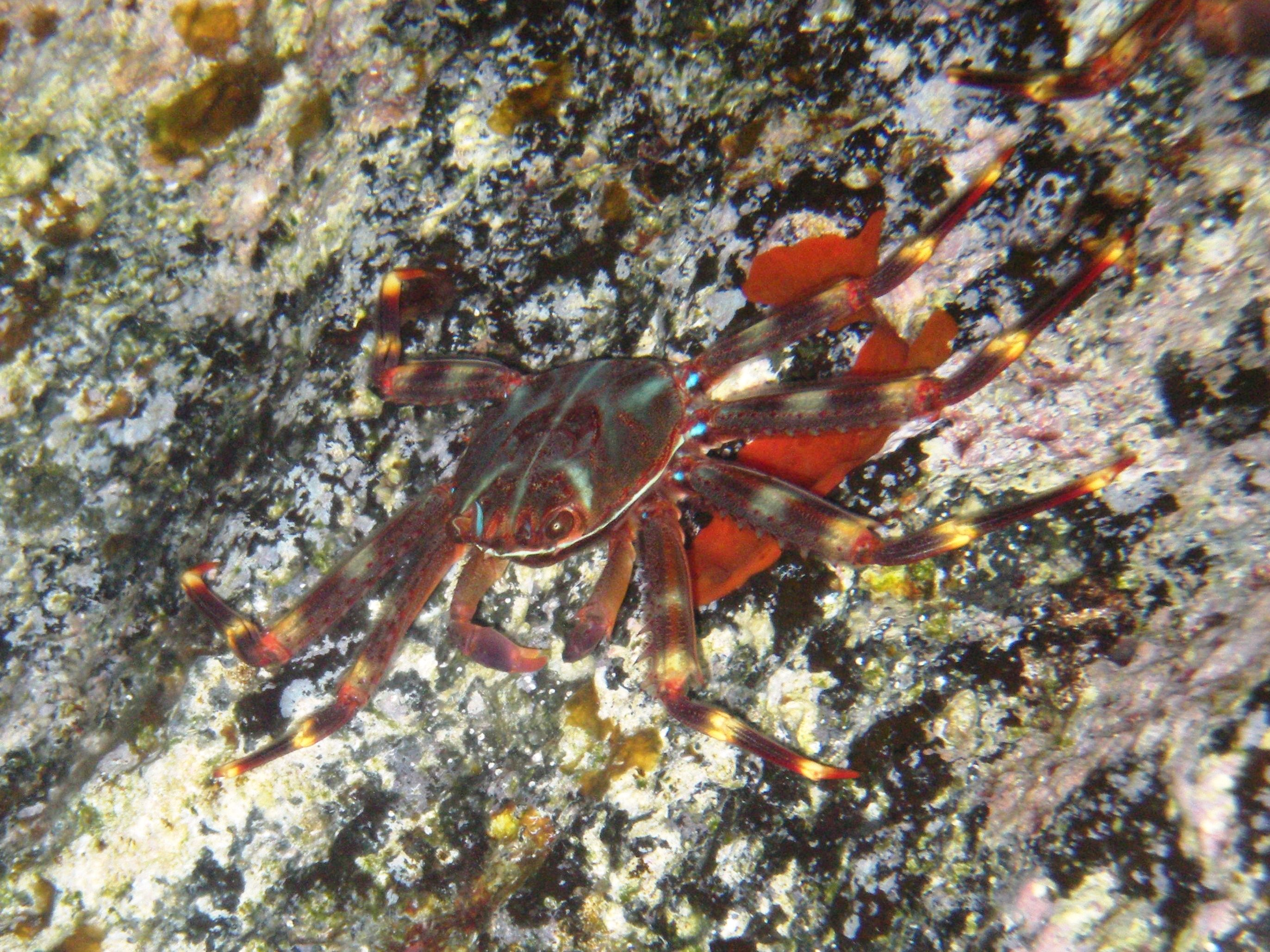